# Cormac McCann
Cormac McCann (ur. 8 lutego 1964 w Antrim) – irlandzki kolarz szosowy. Olimpijczyk z Seulu 1988, gdzie w zawodach kolarskich na szosie zajął 45. miejsce w wyścigu indywidualnym i dziewiętnaste miejsce w drużynie.
Brązowy medalista w drużynie na igrzyskach Wspólnoty Narodów w 1986; szósty w 1990 i 1994. Trzynasty indywidualnie w 1986 i osiemnasty w 1990 roku.
Szósty w klasyfikacji końcowej irlandzkiego Rás Tailteann w 1989 i siódmy w 1986, gdzie wygrał piąty etap. Triumfował w całym Tour of Ulster w 1992 i 1994. Wygrał Tour of Armagh w 1986 i 1990 roku.